# Aartsbroederschap
Een aartsbroederschap  is een broederschap die volgens het canoniek recht  bijzonder begunstigd is. Enkel de paus kan deze eretitel verlenen aan een bestaande broederschap.

## Pauselijke erkenning
Om een aartsbroederschap te zijn en zich van de "gewone" broederschappen te onderscheiden is een Pauselijk decreet vereist. Een aartsbroederschap bezit het Primaria, het canonieke recht om elders afdelingen te stichten.
De aartsbroederschappen zijn onafhankelijk van de bisdommen wier grenzen zij in hun werk overschrijden.
Qua organisatiegraad en aanzien staat een aartsbroederschap tussen een broederschap en een meer gereguleerde ridderorde of congregatie. Een aantal broederschappen is geëngageerd in maatschappelijke acties, in caritatieve initiatieven en ondersteuning van de lokale parochies.
In tegenstelling tot gewone broederschappen zijn aartsbroederschappen vrij zeldzaam. Van de weinige aartsbroederschappen in België zijn er anno 2016 nog slechts een paar actief. Spanje telt een tiental belangrijke aartsbroederschappen, waarvan de meeste de titel honorair ontvingen als pauselijke erkenning.

## Lijst van Aartsbroederschappen

### Belgische kerkprovincie
Actief

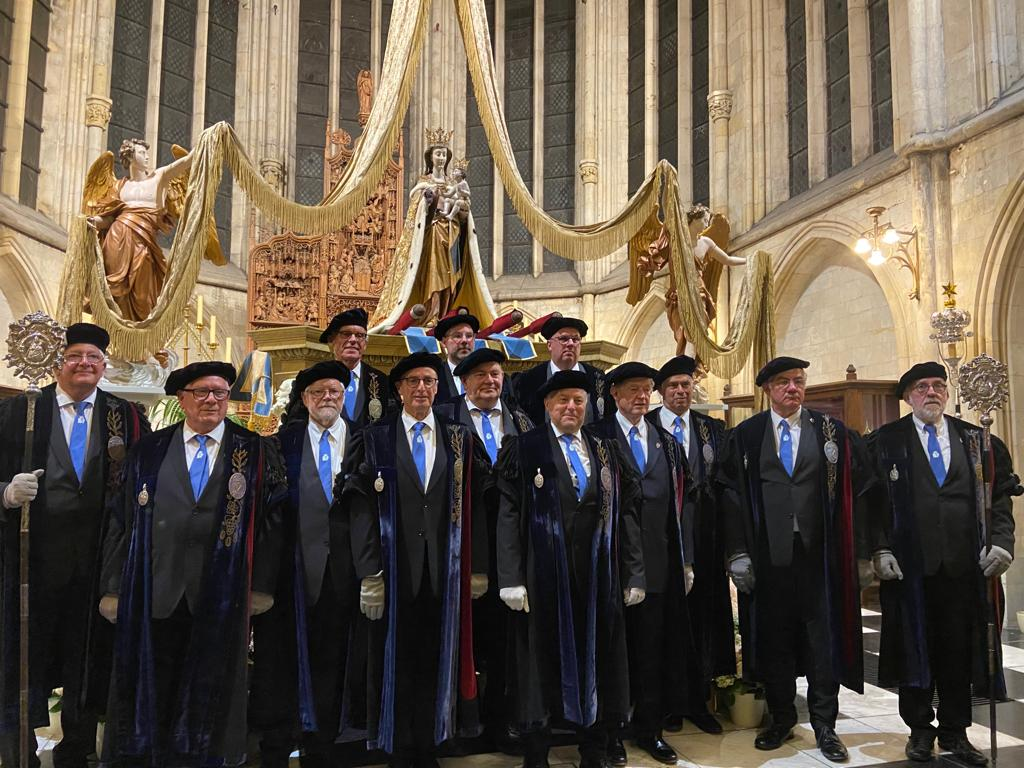
De broedermeesters van het aartsbroederschap van O.L.V.-van Tongeren. 2023

- Aartsbroederschap van Onze-Lieve-Vrouw van Tongeren, heeft een geschiedenis die al eeuwen teruggaat en waarvan de traditie nog steeds in ere gehouden wordt. De oudste historische bronnen over de broederschap dateren van 1430. Na een onderbreking in 1796, tijdens de Franse revolutie, toen alle broederschappen werden afgeschaft, is er vanaf de 19de eeuw opnieuw sprake van de broederschap. Na het Concordaat van Napoleon in 1801 kwam de Mariaverering in Tongeren snel terug op gang. De jaarlijkse Mariaprocessie werd opnieuw ingesteld en met pauselijke toestemming werd het beeld van Maria op 31 augustus 1890 gekroond waaruit de traditie ontstond van de Zevenjaarlijkse Kroningsfeesten. De aartsbroederschap heeft daarin zeker een rol gespeeld. De huidige(2023) leden worden in Tongeren "broedermeesters" genoemd en zijn met 15. Zij ondersteunen de zondagsvieringen in de basiliek en begeleiden het beeld van "Maria oorzaak onzer blijdschap" wanneer Zij bij bijzondere gelegenheden de basiliek verlaat.
- Aartsbroederschap van de Heilige Familie, in de 19e eeuw in een groot aantal Nederlandse en Belgische plaatsen opgericht ter bevordering van een "religieus en harmonieus gezinsleven", naar het voorbeeld van de "Heilige Familie". De eerste broederschap werd in 1844 in Luik opgericht door Henri Belletable, met medewerking van geestelijken, de paters Redemptoristen. De broederschap werd door Paus Pius IX in 1847 goedgekeurd en tot aartsbroederschap verheven. Deze broederschap was vooral bedoeld voor de lagere maatschappelijke klassen. Voor hen werden door geestelijken en vrijwilligers  maandelijkse religieuze- en studiebijeenkomsten georganiseerd. In 1951 kende deze aartsbroederschap 700.000 leden, waarvan ca. 300.000 in Nederland. Daarna zette een sterke neergang in.[2]
- Aartsbroederschap van van O.L.V. van het H. Hart: actief in de Abdij van Averbode.
- Aartsbroederschap van Onze Lieve Vrouw van Rust. In 1889 door de Luikse bisschop Doutreloux te Heppeneert opgericht en in 1893 door paus Leo XIII tot aartsbroederschap verheven.
- Aartsbroederschap van OLV van Loreto: actief in de Kluis van Vrijhern sinds 1985.

Niet meer actief
- Aartsbroederschap van de Heilige Rozenkrans te Denderhoutem
- Aartsbroederschap van de Heilige Drievuldigheid te Oostende
- Aartsbroederschap van de Heilige Drievuldigheid te Sint-Niklaas, opgeheven.
- Aartsbroederschap der Erewacht van het Heilig Hart van Jezus.
- Aartsbroederschap der Gedurige Aanbidding en van het Werk der Arme Kerken

### Spanje
- Koninklijke Aartsbroederschap van OLV van Guadeloupe, Barcelona.
- Koninklijke Aartsbroederschap van Onze-Lieve-Heer Jezus van Medinacelli, Madrid.
- Koninklijke Aartsbroederschap van de H. Maagd van Atocha, Madrid.[3]
- Aartsbroederschap van de H. Rozenkrans, Salamanca.[4]
- Koninklijke Aartsbroederschap van de Stilte, Sevilla.
- Aartsbroederschap van het H. Graf, Madrid.[5]
- Koninklijke Aartsbroederschap van OLV van Triana, Sevilla.
- Aartsbroederschap van het Onbevlekt Hart van Maria, Sevilla.
- Aartsbroederschap vanMaría Auxiliadora Coronada, Sevilla.
- Aartsbroederschap van Onze Lieve Vrouw van de Berg Karmel, Sevilla

### Andere bisdommen
- Universele Aartsbroederschap van Guadaloupe.[6]
- Aartsbroederschap van de Sint-Anna. (Italiaans: "Arciconfraternita di Sant'Anna de'Parafrenieri"). Deze zeer oude broederschap werd in 1378 opgericht met goedkeuring van paus Urbanus VI. Het was ooit een vereniging van de voormalige pauselijke pages, later de dragers van de pauselijke draagstoel (Italiaans: "sedia gestatoria") en tegenwoordig van de pauselijke kamerheren die dienstdoen in de voorkamer van de pausen. Aan het hoofd van de aartsbroederschap staat de prefect van de pauselijke huishouding[7].
- De Aartsbroederschap der Heilige Drievuldigheid werd in 1704 Teralfene opgericht. De doelstelling van deze aartsbroederschap is tegenwoordig het bevorderen van de aanbidding van de Heilige Drievuldigheid. In de 18e en 19e eeuw was het "zorgen voor het heil van de gevangen kinderen van de Kerk" het officiële doel. Dat hield het vrijkopen van christelijke slaven in de Noord-Afrikaanse havens in[8].
- Aartsbroederschap van het Allerheiligst Sacrament, opgericht in 1540 en een van de oudste aartsbroederschappen. De aartsbroederschap is thuis in de Friezenkerk in Rome[9].
- Aartsbroederschap Campo Santo Teutonico (Erzbruderschaft Campo Santo Teutonico)
- Aartsbroederschap van de Heilige Matthias (Erzbruderschaft des hl. Matthias)
- Aartsbroederschap van Sint-Barbara (St. Barbara-Erzbruderschaft)
- Aartsbroederschap van Corporis-Christi (Corporis-Christi-Erzbruderschaft)
- Aartsbroederschap van de Heilige Aartsengel en Hemelvorst Michaël (Erzbruderschaft des hl. Erzengels und Himmelsfürsten Michael)
- Aartsbroederschap van Sint-George